# صراع جعجع حبيقة
في 15 يناير 1986، أطاحت القوات الموالية للرئيس اللبناني أمين الجميل وسمير جعجع رئيس جهاز الاستخبارات في القوات اللبنانية بإيلي حبيقة من منصبه كزعيم للقوات اللبنانية واستبدلته بجعجع. جاء هذا الانقلاب رداً على توقيع حبيقة على الاتفاق الثلاثي الذي رعته سوريا والذي كان يهدف إلى إنهاء الحرب الأهلية اللبنانية.
يعتبر هذا الحدث جزءاً من سلسلة الأحداث المعقدة التي شهدتها الحرب الأهلية اللبنانية، والتي استمرت من عام 1975 حتى عام 1990. كان هذا الانقلاب الداخلي في القوات اللبنانية مؤشراً على الانقسامات العميقة داخل الفصائل المسيحية وتعقيدات الصراع في لبنان آنذاك.

## الانقلاب
قرر سمير جعجع والرئيس أمين الجميل عدم قبول الاتفاق. في 8 يناير 1986، وبدعم من اللواء التاسع في الجيش اللبناني، الذي كان تحت قيادة رئيس الأركان ميشال عون آنذاك، هاجمت فصيل القوات اللبنانية التابع لجعجع فصيل حبيقة في بيروت الشرقية.  وفي 13 يناير 1986، رد فصيل القوات اللبنانية التابع لحبيقة بهجوم على مواقع ميليشيا حزب الكتائب الموالية للرئيس أمين الجميل.
كان دعم الكتائب لفصيل القوات اللبنانية المؤيد لجعجع خلال النزاع حاسمًا في هزيمة حبيقة وأدى إلى إقصائه من قيادة القوات اللبنانية وتولي جعجع القيادة. فر حبيقة بمروحية من بيروت الشرقية وتوجه إلى مدينة زحلة في وادي البقاع الخاضع للسيطرة السورية، حيث حشد أنصاره المتبقين لتشكيل ميليشيا القيادة التنفيذية للقوات اللبنانية المنشقة والتي كانت مدعومة من سوريا. لاحقًا، هاجم جعجع ميليشيا الكتائب التي دعمته وبدأ حملة توحيد للسلطة، مما أدى إلى إضعاف الكتائب.